# Casa di Jacopo di Notar Nanni
L'edificio noto come Casa di Jacopo (o Nicola) di Notar Nanni è un palazzo storico dell'Aquila.

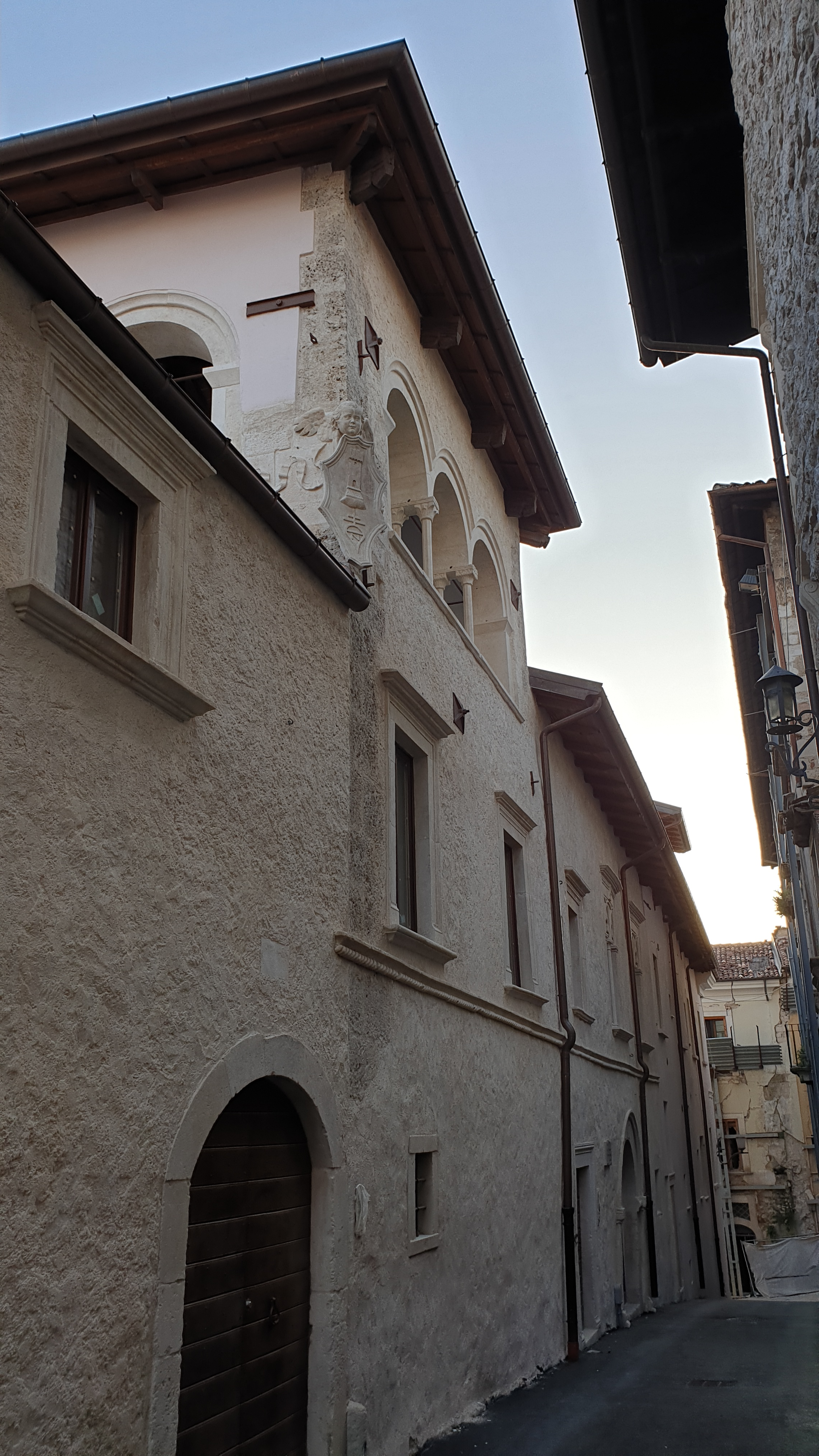
Facciata e torretta rinascimentale, via Bominaco

## Storia
Si tratta di una delle abitazioni della famiglia di Notar Nanni che, originaria di Civitaretenga, si stabilì all'Aquila, e precisamente nel quarto di Santa Maria, nel XV secolo. Il presunto proprietario era un mercante di bestiame, seta e zafferano assai conosciuto in città; grande amico di Bernardino da Siena, Jacopo di Notar Nanni gli costruì a sue spese il mausoleo dove ancora oggi riposa il santo nella basilica a lui dedicata.
Danneggiato dal sisma del 2009, il palazzo è stato restaurato tra il 2016 e il 2017.

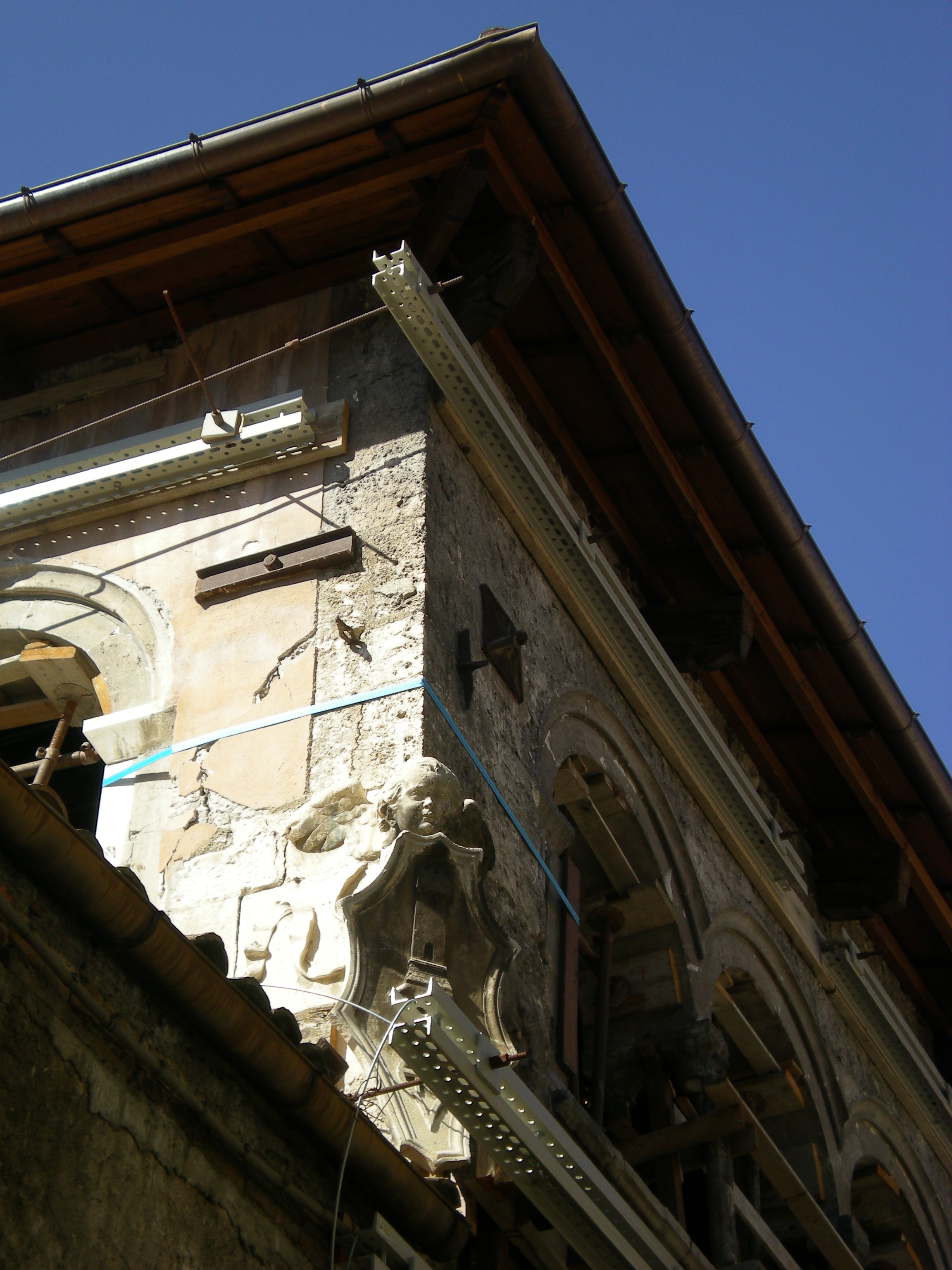
Particolare dello loggia.

## Descrizione
Viene considerato uno dei rari esempi in città di architettura mista medievale (per l'articolazione interna e l'utilizzo di elementi quali la cornice marcapiano e i capitelli ionici) e rinascimentale (per la presenza del cortile e di bifore e logge prettamente cinquecentesche). Della tipologia della casa a blocco, rappresenta dunque lo stile residenziale di passaggio tra le abitazioni unifamiliari che avevano caratterizzato il medioevo aquilano e i palazzi seicento-settecenteschi.
L'edificio si presenta complesso sia in pianta che in prospetto ed è costituito da due case contigue. Al pian terreno, di gusto prettamente medievale, è il portone principale che si apre su via Bominaco abbellito, nel concio di chiave, dallo stemma della casata vale a dire da due torri che inquadrano il trigramma bernardiniano. Il piano nobile, evidenziato da una cornice a tortiglione, è caratterizzato da bifore di stile gotico-rinascimentale. Infine il terzo piano, che si sviluppa su una porzione dell'edificio, presenta una loggia con tre archi a tutto sesto, aperta su due lati e abbellita dallo stemma della famiglia.
Da un ingresso secondario, situato sempre su via Bominaco, si accede, attraverso un porticato sormontato da un'altana, al cortile di forma quadrangolare, forse il più antico della città. All'interno sono conservati, tra le altre cose, il dipinto olio su tela Ritratto di bambino attribuito a Teofilo Patini e un'incisione su rame raffigurante la Madonna con San Giovanni Battista, San Luca e San Pietro Celestino, riproduzione di una più famosa opera di Marcantonio Franceschini.